# Oakengates
Oakengates è una delle comunità che, aggregate, formano la new town di Telford, nella contea dello Shropshire, in Inghilterra.
Qua nacque il regista Lewis Allen.